# 그라데츠

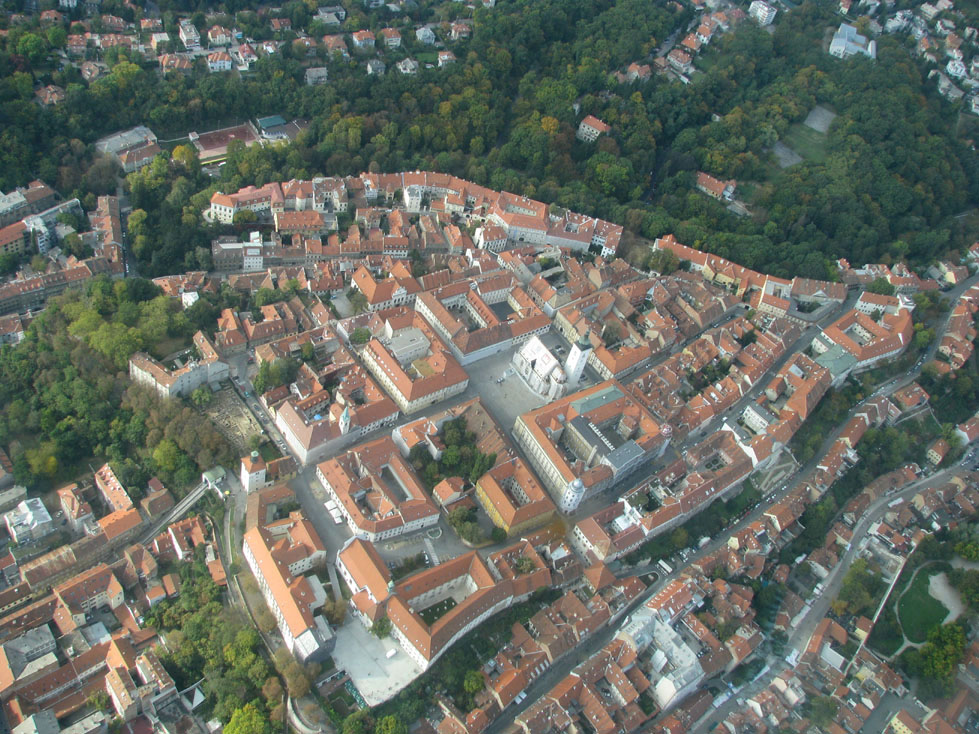

그라데츠(Gradec)는 크로아티아에 있는 도시이다. 크로아티아 자그레브의 일부이며 캅톨과 함께 중세 도시의 핵심이다. 그리치(Grič) 언덕에 위치하고 있다. 오늘날 이 지역은 고르니 그라드-메드베슈차크(Gornji Grad-Medveščak) 지역의 일부를 형성한다.

## 같이 보기
- 크로아티아의 역사
- 자그레브 대성당
- 반 옐라치치 광장